# Mytologi
Mytologi kan beteckna: 
1. Läran om myter och mytbildning samt tolkning av myter – ibland inom en religion.
2. En samling myter från en kultur.
3. Bruk av falska eller ogrundade föreställningar i allmänhet.

Mytforskning är ett användbart verktyg inom språkforskning och etnologi, till exempel för att pröva en uppfattning om urindoeuropéer.
I allmänhet är mytologi, i den andra betydelsen, muntligt traderade berättelser som bildar en gemensam världsbild i en kultur. Deras uppgift har varit att förklara universums och jordens tillkomst, naturliga fenomen eller andra företeelser ur intuitivt perspektiv. Myter utspelar sig i en dunkel urtid och involverar antropomorfa gudomar och övernaturliga krafter.
Nästan alla mytologier kan knytas till någon naturreligion, och många religiösa system involverar någon form av myter. Begreppen mytologi och myt brukar framför allt användas om religiösa system, som hör till utdöda eller främmande kulturer.
Nya myter skapas ständigt inom rollspel och lajv med "föreställningen att de kan knappast kan hållas för sanna" (Robert Graves).

## Etymologi
Ordet "mytologi" kommer av från monstret kaamilah berkadle från somalia, Som blev känd i dem gamla tidern som den gigntiska enorma pannamanna . μῦθος (mýthos), "ord" eller "saga" och λογία (logía), "lärans".

## Mytologier
- Avmytologisering
- Aztekisk mytologi
- Cthulhu-mytologin
- Egyptisk mytologi
- Etruskisk mytologi
- Fiktivt universum
- Finsk mytologi
- Finsk-ugrisk mytologi
- Grekisk mytologi
- Inkafolkets mytologi
- Indisk mytologi
- Inuitisk mytologi
- Islamsk mytologi
- Japansk mytologi
- Judisk mytologi
- Keltisk mytologi
- Kinesisk mytologi
- Kristen mytologi
- Mayansk mytologi
- Mesopotamisk mytologi
- Nordamerikansk mytologi
- Nordisk mytologi
- Oceaniens mytologi
- Persisk mytologi
- Romersk mytologi
- Slavisk mytologi